# Số sóng
Trong vật lý, số sóng là đại lượng đặc trưng cho tần số không gian của sóng, tỷ lệ nghịch với bước sóng.

## Định nghĩa
Số lượng các bước sóng cho mỗi đơn vị 2π khoảng cách,cho bởi công thức:
k = {\displaystyle {2\pi  \over \lambda }}  (k∈Z) 
```
Thường dùng tính cho số nút và số bụng trong chuyển động của sóng dừng cũng như điều kiện để xảy ra sóng dừng trên đoạn dây L cụ thể:
```

1. Dây cố định 2 đầu
ĐK sóng dừng xảy ra là L = {\displaystyle k{\lambda  \over 2}} (k=1,2,…)
=> số bụng sóng = k, số nút sóng=k+1
2. Dây có 1 đầu cố định
ĐK sóng dừng xảy ra là L = {\displaystyle (k+1/2){\lambda  \over 2}} (k=1,2,…)
=> số bụng = k+1, số nút=k+1
3. Hai Đầu tự do (Cột khí)
ĐK sóng dừng xảy ra là L = {\displaystyle k{\lambda  \over 2}+{\lambda  \over 2}}
(k=0,1,2,…)
=> số bụng = k+2, số nút=k+1
4. Xác định vị trí M là bụng hay nút trên dây có đầu cố định
d là khoảng cách từ M đến đầu cố định => d = {\displaystyle k{\lambda  \over 2}}
Nếu k là số nguyên => nút, nếu k là số bán nguyên => bụng
5. Xác định dây là loại 1 đầu cố định hay 2 đầu cố định khi xảy ra sóng dừng
Tìm: k = {\displaystyle L{2 \over \lambda }}
Nếu k là số nguyên => dây có 2 đầu cố định, nếu k là số bán nguyên => Dây có 1 đầu cố định.